# تپه مشهدلی یری
تپه مشهدلی یری مربوط به سده‌های اولیه دوران‌های تاریخی پس از اسلام است و در شهرستان گرمی، بخش مرکزی، دهستان اجارود شمالی، روستای بی باغی واقع شده و این اثر در تاریخ ۱۲ شهریور ۱۳۸۶ با شمارهٔ ثبت ۱۹۴۰۴ به‌عنوان یکی از آثار ملی ایران به ثبت رسیده است.